# Back for Gold
Back for Gold – album komplikacyjny niemieckiego zespołu muzycznego Modern Talking, wydany 16 czerwca 2017 roku. Zawiera zarówno stare, jak i nowe wersje piosenek oraz ich remixy i mixy.

## Lista utworów[1]
| Nr | Tytuł                                                     | Długość |
| -- | --------------------------------------------------------- | ------- |
| 1  | Brother Louie (I'm A Lover) (New Version 2017)            | 3:20    |
| 2  | You're My Heart You're My Soul (New Version 2017)         | 3:31    |
| 3  | Cheri Cheri Lady (New Version 2017)                       | 3:41    |
| 4  | You Can Win If You Want (New Version 2017)                | 3:25    |
| 5  | Atlantis Is Calling (New Version 2017)                    | 3:12    |
| 6  | Geronimo's Cadillac (New Version 2017)                    | 3:22    |
| 7  | Modern Talking Pop Titan Megamix 2k17 (Full Long Version) | 8:19    |
| 8  | Brother Louie (Original Version)                          | 3:41    |
| 9  | You're My Heart, You're My Soul (Extended Version)        | 5:36    |
| 10 | Cheri Cheri Lady (Original Version)                       | 3:45    |
| 11 | You Can Win If You Want (Original Version)                | 3:42    |
| 12 | Atlantis Is Calling (S.O.S. For Love) (Original Version)  | 3:48    |
| 13 | Win The Race (Scooter Remix)                              | 4:43    |
| 14 | Shooting Star (Remastered Version)                        | 4:10    |
| 15 | Juliet (Jeo's Remix)                                      | 5:06    |
| 16 | Modern Talking Pop Titan Megamix 2k17 (3-Track DJ Promo)  | 5:40    |
| 17 | Modern Talking Pop Titan Megamix 2k17 (Chorus Short Mix)  | 4:38    |